# یوسف صانعی
یوسف صانعی (مهر ۱۳۱۶ – ۲۲ شهریور ۱۳۹۹) از مراجع تقلید شیعه و اصلاح طلب در ایران بود که در کنار حسینعلی منتظری از رهبران معنوی جنبش سبز به شمار می‌آمد. او از ۱۳۶۱ تا ۱۳۶۴ دادستان کل کشور بود. از او به عنوان «مرجع تقلید نوگرا و فقیه نواندیش» یاد می‌شود.

## زندگی
یوسف صانعی در سال ۱۳۱۶ خورشیدی، در خانواده‌ای روحانی در روستای نیک‌آباد، شهرستان اصفهان متولد شد. پدر وی، محمدعلی صانعی، و پدربزرگ وی، ملایوسف، هر دو روحانیون بوده‌اند. وی در فلسفه از شاگردان میرزا جهانگیرخان و در فقه از شاگردان میرزا حبیب‌الله رشتی بود.
او در سال ۱۳۲۵ وارد حوزه علمیه اصفهان شد و پس از گذراندن دروس مقدمات در سال ۱۳۳۰ برای ادامه تحصیل، به حوزه علمیه قم رفت. وی در امتحانات سطوح عالی حوزه در سال ۱۳۳۴ رتبه اول را احراز نمود و مورد تشویق سید حسین طباطبائی بروجردی قرار گرفت. او از همین سال در درس خارجِ سید روح‌الله خمینی شرکت کرد و تا سال ۱۳۴۲ به‌طور مستمر از حوزه درس اصول و فقه و مبانی مُتقن سید روح‌الله خمینی بهره برد و در زمره شاگردان موفق او قرار گرفت. حضور فعال در درس خارج خمینی طی سالیان دراز و ممارست فراوان نسبت به فراگیری مبانی و تحقیقات او، اِشراف او را بر دیدگاه‌های فقهی و اصولی خمینی را به درجه‌ای رساند که به تعبیر او، «در حد شعور مبانی بود و از حد صِرف دانستن، بالاتر.» او علاوه بر سال‌ها شاگردی در حوزه درس سید روح‌الله خمینی، از دیگر استادان علوم دینی چون سید حسین طباطبائی بروجردی، سید محمد محقق داماد ، محمدعلی اراکی و سید احمد زنجانی نیز بهره برد. وی از سال ۱۳۵۴ رسماً تدریس خارج فقه را با کتاب زکات در مدرسه حقانی (شهیدین) شروع نمود همسر وی با نام خانوادگی «شفیعی»، در بهمن ۱۳۹۰ درگذشت.
کتاب فقیه نواندیش (روایت زندگی فقیه اهل‌بیت عصمت و طهارت یوسف صانعی) توسط جمعی از نویسندگان دربارهٔ وی نوشته شده‌است.

## فعالیت‌ها

### پیش از انقلاب ۵۷
اغلب مبارزات سیاسی و فعالیت‌های انقلابی صانعی پیش از انقلاب ۱۳۵۷ ایران، تلاش در ابعاد فرهنگی و تبلیغاتی بوده‌است. این تلاش‌ها از طریق تبلیغ، سخنرانی، حضور در تظاهرات و راهپیمایی‌ها و صدور اعلامیه و بیانیه‌های سیاسی انجام می‌گرفت.
بر اساس آنچه در جلد سوم کتاب اسناد انقلاب اسلامی منتشر شده‌است، نام و امضای یوسف صانعی، در ذیل حدود سی اعلامیه سیاسی و انقلابی به ثبت رسیده‌است که اولین آن، نامه‌ای است که پس از انتقال خمینی از ترکیه به نجف، از سوی علمای قم، خطاب به وی نوشته شده‌است. همچنین آخرین بیانیه‌ای که نام و امضای وی و دیگر همراهان انقلاب در ذیل آن به چشم می‌خورد، اعلامیه‌ای است که در مخالفت با دولت بختیار، در تاریخ ۱۳۵۷/۱۰/۱۷ صادر شده‌است. شاید مهم‌ترین بیانیه شدیداللحن مبلغان مذهبی در قم در قبل از انقلاب، بیانیه مربوط به «خلع ید شاه از حکومت» است که به تأیید جمعی از فضلا و مدرّسان حوزه علمیه قم رسیده‌است و نام و امضای یوسف صانعی نیز در ذیل آن به چشم می‌خورد.

### پس از انقلاب
صانعی در اسفند ۱۳۵۸ از طرف سید روح‌الله خمینی به عنوان یکی از شش فقیه شورای نگهبان قانون اساسی منصوب شد. او مسئولیت‌های دیگری نظیر نمایندگی خمینی در شورای عالی بازسازی مناطق جنگی نیز داشت. صانعی، پس از حدود سه سال، در ۱۹ دی ۱۳۶۱ از آن شورا کناره‌گیری کرد و در همان تاریخ از طرف خمینی، به دادستانی کل کشور منصوب شد.
در این مدت صانعی علیه گروه‌های مخالف جمهوری اسلامی و همچنین دربارهٔ مسائل اجتماعی موضعی تند داشت.
پس از آن‌که جامعه مدرسین حوزه علمیه قم صلاحیت سید محمدکاظم شریعتمداری را برای مرجعیت رد کرد، یوسف صانعی که دادستان کل کشور بود مأمور اخذ اموال در اختیار شریعتمداری و انتقال آن به دفتر تبلیغات اسلامی حوزهٔ علمیه شد؛ دو دهه بعد و پس از حوادث انتخابات ریاست جمهوری سال ۱۳۸۸، جامعه مدرسین حوزه علمیه قم، صانعی را فاقد ملاک‌های لازم برای مرجعیت دانست. هر چند بعدها از رفتارش با سید محمدکاظم شریعتمداری ابراز پشیمانی کرد.
او در اردیبهشت ۱۳۶۴ از دادستانی استعفا داد ولی با استعفایش موافقت نشد. البته چندی بعد، محمد موسوی خوئینی‌ها جایگزین او شد. یوسف صانعی در اولین دوره مجلس خبرگان رهبری در آذر ۱۳۶۱ نیز به عنوان نماینده منتخب مردم تهران  رأی آورد.

### رهبری علی خامنه‌ای
صانعی در ابتدای انتخاب علی خامنه‌ای به رهبری، از حامیان او به‌شمار می‌رفت اما بعدها به یکی از جدی‌ترین منتقدان او تبدیل شد. او در ابتدا معتقد بود که: «هنگامی که ولی امر حکم داد، مراجعه به دیگران معصیت و خلاف شرع است» اما بعدها نظرش تغییر کرد و اختیارات نامحدود ولی‌فقیه را «خلاف جمهوریت و مردم‌سالاری و نوعی استبداد» دانست.

### مرجعیت

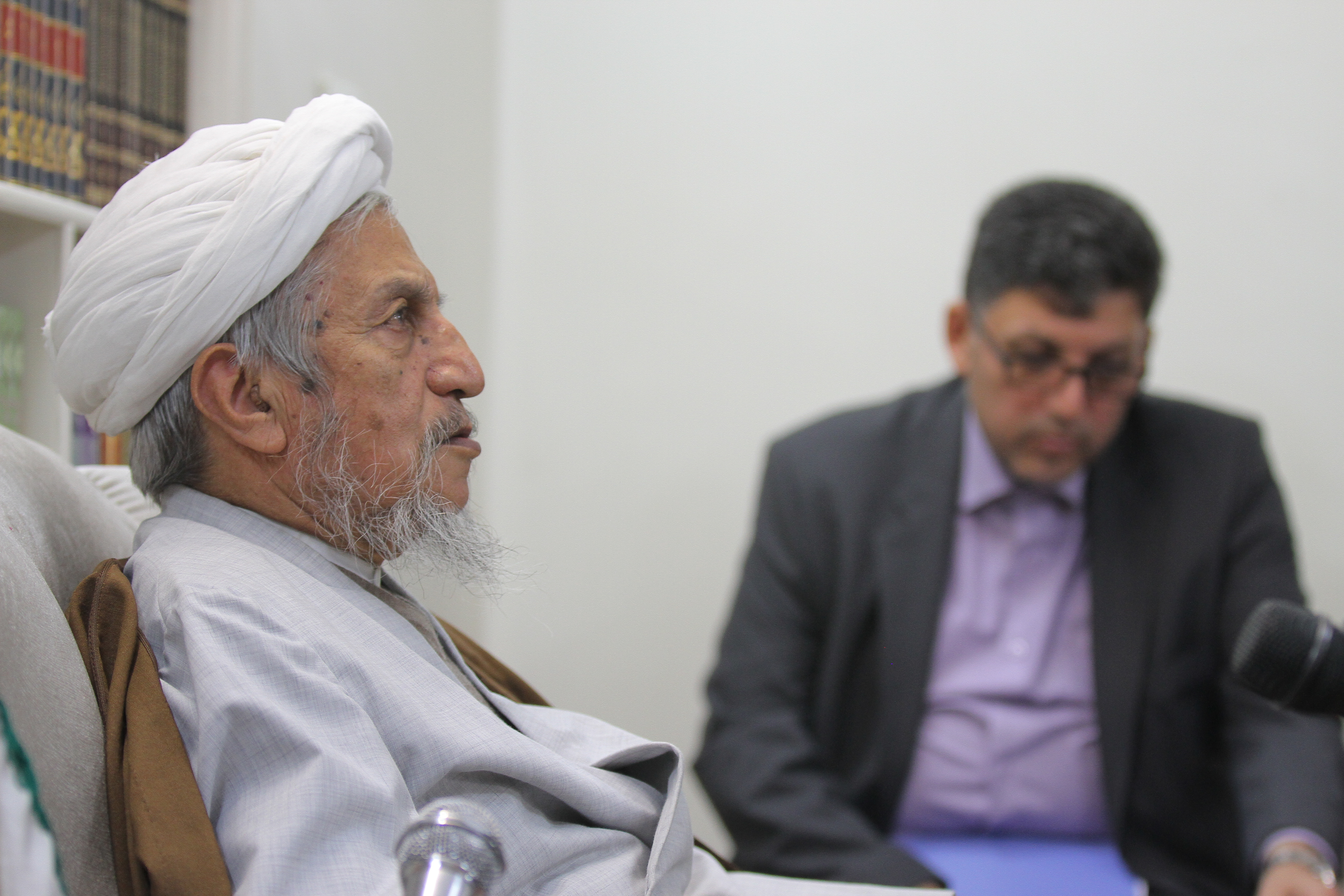
یوسف صانعی در دیدار با رئیس وقت محیط زیست شهر قم

یوسف صانعی در اوایل انقلاب در صدا و سیما رساله (توضیح‌المسائل) روح‌الله خمینی را آموزش می‌داد و پس از کناره‌گیری از کلیه مناصب حکومتی به قم رفته و درس خارج خود را ادامه داد. برای اولین بار رساله توضیح‌المسائل وی در سال ۱۳۷۲ هجری شمسی چاپ شد. صانعی احکام فقهی نویی به ویژه دربارهٔ حقوق زنان و حقوق غیرمسلمانان داشت.

## انتخابات ریاست جمهوری ۱۳۸۸

### صلاحیت مرجعیت
در دی ۱۳۸۸ جامعه مدرسین حوزه علمیه قم اعلام کرد که یوسف صانعی شایستگی تصدی مرجعیت ندارد. یوسف صانعی از جمله مراجع حامی جنبش سبز به‌شمار می‌رفت که انتقادات تندی علیه دولت احمدی‌نژاد ابراز کرده و دفاترش در برخی شهرها مورد حمله هواداران دولت وقت قرار گرفته بود. از سوی دیگر صدور بیانیه پیرامون صلاحیت مراجع تقلید بی‌سابقه به‌شمار می‌رفت. در اطلاعیه جامعه مدرسین آمده بود: «با توجه به پرسش‌های مکرّر مؤمنان، جامعه مدرسین حوزه علمیه قم براساس تحقیقات به عمل آمده در یک سال گذشته و پس از جلسات متعدد به این نتیجه رسیده‌است که ایشان فاقد ملاک‌های لازم برای تصدّی مرجعیت می‌باشد.» البته جامعه مدرسین از سال ۱۳۷۳ فهرستی را با عنوان «مراجع جایزالتقلید» منتشر کرده که نام یوسف صانعی و بسیاری از دیگر مراجع معروف از جمله سید علی سیستانی، سید صادق روحانی، لطف‌الله صافی گلپایگانی و سید عبدالکریم موسوی اردبیلی نیز در آن دیده نمی‌شود.
در سال ۱۳۶۱ نیز این نهاد سید محمدکاظم شریعتمداری را از مرجعیت خلع کرده بود. گفته می‌شود انتقادات صانعی از حکومت پس از انتخابات سال ۸۸ ایران و جلوگیری از رجوع مقلدان حسینعلی منتظری به او از دلایل این تصمیم بوده‌است. دفتر صانعی در اولین واکنش، خواستار انتشار اسامی حاضران در جلسات مورد اشاره در نامه منسوب به جامعه مدرسین و روشن شدن سوابق علمی کسانی شد که به عدم صلاحیت آقای صانعی رأی داده‌اند.
به دنبال این وقایع، مجمع مدرسان و محققان حوزه علمیه قم با انتشار بیانیه‌ای ضمن اظهار تعجب و تأسف از بیانیهٔ دبیر جامعه مدرسین حوزه علمیه قم اعلام کرد که موقعیت مرجعیت مثل مناصب حکومتی نیست که شخص، گروه، نهاد و تشکلی برای خود حقی در نصب و عزل آن قائل باشد. همچنین مجمع روحانیون مبارز با انتشار بیانیه‌ای اعلام کرد که جای هیچ‌گونه تردیدی در مرجعیت صانعی نیست و این مرجعیت با بیانیه یک گروه مورد پذیرش مقلدان قرار نگرفته‌است که با بیانیه گروهی دیگر از اعتبار بیفتد.
واکنش مراجع تقلید شیعه
این موضوع با واکنش‌های مختلفی از جانب مراجع تقلید مواجه شد:
- دفتر سید علی خامنه‌ای در پاسخ به این موضوع رجوع به یکی از مراجع تقلید و نظر این مراجع را در این خصوص یادآور شده‌است.
- دفتر سید علی سیستانی گفت: جامعه مدرسین مرجع تشخیص صلاحیت مراجع نیست.
- سید عبدالکریم موسوی اردبیلی، از مراجع تقلید نیز ادامه تقلید از یوسف صانعی را بلامانع عنوان کرد.
- دفتر حسین نوری همدانی دربارهٔ این موضع گفته‌است: «به سادگی نمی‌توان صلاحیت یک مرجع تقلید را زیر سؤال برد اما اگر شخص مقلد با تحقیقات از آیت‌الله صانعی پیروی می‌کند می‌تواند ادامه دهد تا زمانی که فسق مرجع مورد نظر اثبات شود.»
- دفتر مکارم شیرازی گفت: «در ادامه پیروی از آیت‌الله صانعی ایرادی وارد نیست و همان‌طور که امام خمینی دیدگاه‌های سیاسی آیت‌الله منتظری را مردود می‌دانستند اما به مرجعیت ایشان خللی وارد نشد و ایشان همچنان مقلدهایی داشتند، در موضوع آیت‌الله صانعی نیز به همین‌گونه برخورد شود.»
- دفترحسین وحید خراسانی نیز عنوان کرد در این‌باره نمی‌تواند نظر دهد و از اعلام نظر خودداری کرد ولی در عین حال خواستار تماس با دفتر رهبری شد.
- عبدالله جوادی آملی نیز در این خصوص اعلام کرد: «در این موضع تشخیص به عهده خود مقلد است و اگر قول و حرف جامعه مدرسین برای مقلد حجت است باید از پیروی از آیت‌الله صانعی برگردد.»
- اسدالله بیات زنجانی در مورد این موضوع اعلام کرد: «اینجانب ضمن تأکید مؤکد بر شأن و منزلت اجتهادی و فقهی مرجع عالیمقام حضرت آیت‌الله صانعی- ایّده‌الله‌تعالی- همهٔ مقلدان ایشان را در پیروی از فتاوای ایشان مأجور می‌دانم و یقین دارم که بدرفتاری‌ها و کج‌خلقی‌های اخیر علیه برخی مراجع تقلید و نهادهای مستقل حوزوی مانند مجمع محققان و مدرسان حوزه، که در خوشبینانه‌ترین حالت ناشی از جمود و کج‌فهمی است، راه به جایی نخواهد برد»[۱۹]
- علی‌اکبر هاشمی رفسنجانی، رئیس سابق مجلس خبرگان و رئیس مجمع تشخیص مصلحت نظام، در پاسخ به سؤالی در مورد نقش مرجعیت در فقه شیعه و اقدام جامعه مدرسین حوزه علمیه قم در رد صلاحیت مرجعیت صانعی، گفت: «در تاریخ تشیع هیچ‌گاه مرجعی توسط جایی نصب یا عزل نشده بلکه مردم با تشخیص خود و پرداخت وجوهات فرد مناسب به‌عنوان مجتهد را انتخاب کرده‌اند.»[۲۰]

### سخنرانی در گرگان
در مرداد ۱۳۸۸ یوسف صانعی سخنانی را طی سخنرانی در گرگان مطرح نمود و در قسمتی از آن مطرح نمود: 
«یک آقایی گفت ما یک آقای روحانی داریم که مرتب امام زمان را می‌بیند … بیا ببرمت سراغ آن آقای روحانی که با ایشان تماس داشته باش. … گفت باشه، این آدم زرنگی بود گفت بروم از خودش بپرسم بعد بیام برویم. آمد سراغ خود آن شخص روحانی. گفت شما امام زمان را می‌بینید؟ آن فرد روحانی گفت این حرفها چیه؟ کی من امام زمان را می‌بینم کی توجه داشتم به این حرفها، من کجا دیدم … ابداً …
محال است. برگشت، به آن مرید گفت … که تو گفتی امام زمان را می‌بیند من رفتم سراغ خودش گفت نه من امام زمان را نمی‌بینم، گفت… امام زمان را می‌بیند از حرامزادگی‌اش دروغ می‌گوید.»
سایت‌های طرفدار دولت مقصود کلمه «حرامزاده» را محمود احمدی‌نژاد ذکر کرده‌اند این درحالی است که دفتر یوسف صانعی اعلام کرده «اظهارات صانعی یک حکایت بوده و ربطی به فرد خاصی ندارد.»
در پی این سخنرانی دفتر حقوقی ریاست جمهوری شکایتی از یوسف صانعی تنظیم و تسلیم دادگاه ویژه روحانیت نمود

### تعطیلی دفتر نماینده یوسف صانعی در گرگان
۲۰۰ نفر از نیروهای موسوم به حزب‌اللهی و بسیجی با تجمع در مقابل دفتر صانعی خواستار پلمپ این دفتر شدند. در تاریخ ‎۱۳/۱۰/۱۳۸۸ دفتر یوسف صانعی در گرگان بنا بر تصویب شورای تأمین استان گلستان و با حضور معاون دادستان و رئیس نیروی‌انتظامی گلستان تعطیل شد. دفتر یوسف صانعی این عمل را «کم‌نظیر در طول تاریخ شیعه» خواند.

### تعطیلی دفتر نماینده یوسف صانعی در تبریز
یک گروه بیست نفره متشکل از دو روحانی معمم و چهار طلبه غیر معمم و چهارده نفر از چریک‌های انصار حزب‌الله به دستور فردی بنام روح‌الله بجانی تابلوی دفتر یوسف صانعی را پایین کشیده و در و پنجره آن دفتر در تبریز را جوشکاری کردند.

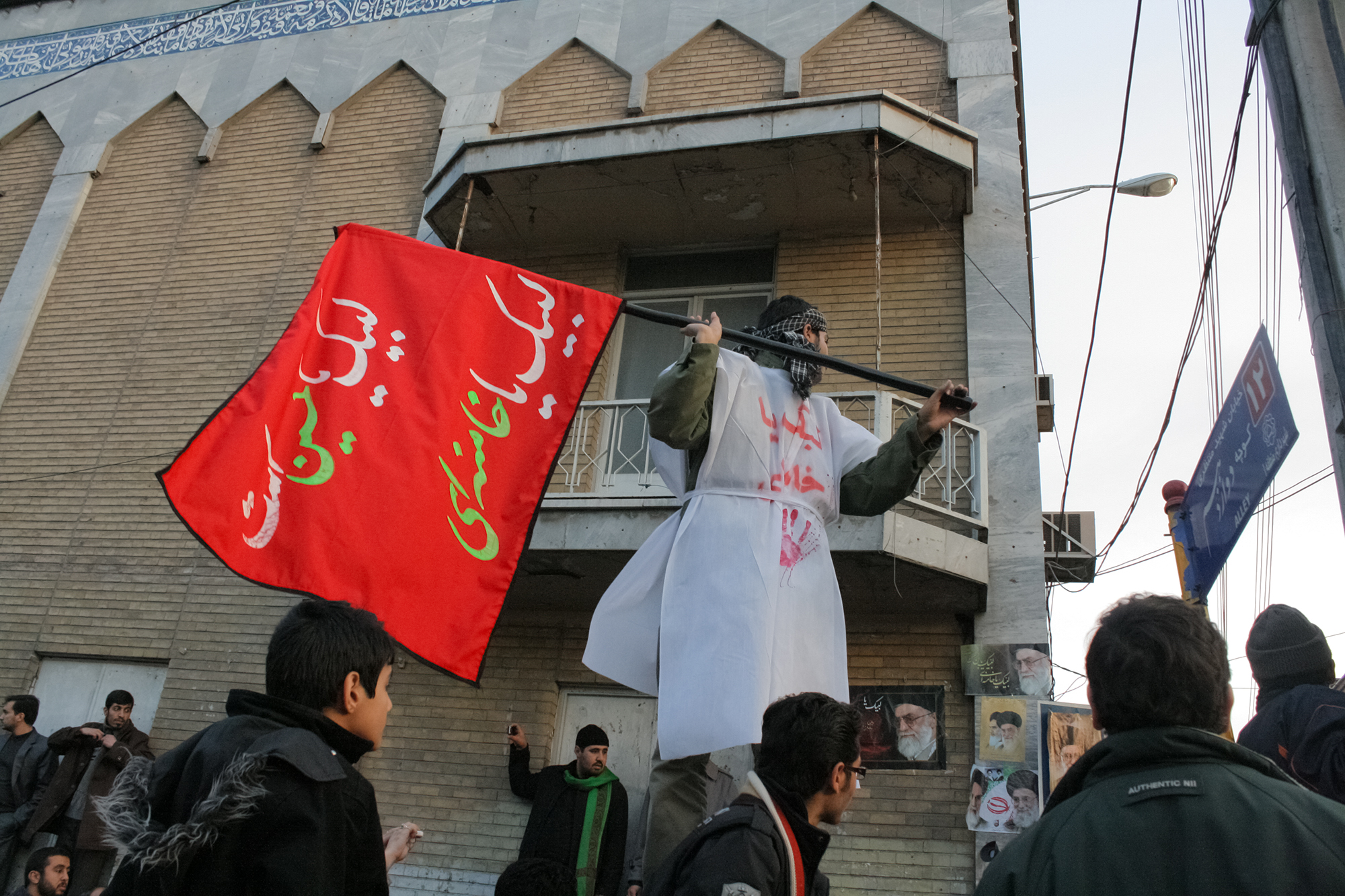
تجمع درب منزل یوسف صانعی در اعتراض به وی و حسین علی منتظری

### حمله و تخریب دفتر قم
بامداد روز ۲۴ خرداد ۱۳۸۹ دفتر صانعی در قم با حمله گروهی لباس شخصی در حضور مأموران نیروی انتظامی مواجه شد و خسارات زیادی به آن وارد و بر روی دیوارهای محل، شعارهایی علیه وی نوشته شد. بهانه این حمله حضور مهدی کروبی رئیس سابق مجلس ایران در دفتر وی بود. تصاویری که وبگاه رسمی صانعی پس از این حادثه منتشر کرد نشان می‌داد که همه‌چیز حتی پنکه سقفی دفتر نیز نابود شده‌است.
دو نماینده مجلس در اظهارات جداگانه‌ای این اقدام را به هواداران دولت نسبت داده و خواستار رسیدگی و دستگیری حمله کنندگان شدند. همچنین تعدادی از مراجع شیعه از جمله بیات زنجانی، گرامی، زرندی و دستغیب در واکنش به این رویداد، آن را محکوم نمودند. همچنین هاشمی رفسنجانی، سید حسن خمینی، سید محمد خاتمی، مهدی کروبی و میرحسین موسوی و علی لاریجانی نیز به این اقدام واکنش نشان دادند.

### آتش‌سوزی دفتر نجف‌آباد
نیمه شب سه شنبه ۱۹ آبان ۱۳۹۴ تعدادی «افراد ناشناس» با «حمله» به دفتر یوسف صانعی در نجف آباد «ضمن به آتش کشیدن بخشی از ساختمان دفتر» خواستار «تعطیلی» آن شدند. بر روی در ورودی دفتر با اسپری مرگ بر منافق نوشته شده بود. محمود خطیب مسئول دفتر یوسف صانعی در نجف آباد گفت: در پی وقوع این حادثه شیشه درهای ورودی این دفتر شکسته و قسمت‌های داخلی ساختمان بر اثر آتش‌سوزی خسارت دیده بود که ظرف ۲۴ ساعت مرمت شد.

### مسدود شدن وبگاه
وبگاه بیات زنجانی و یوسف صانعی از فقهای ساکن شهر قم در تاریخ ۱۰ مهر ۱۳۸۹ فیلتر شد.

### ملاقات‌های اعضاء کابینه دولت یازدهم با صانعی
- در جریان یازدهمین دوره انتخابات ریاست جمهوری، یوسف صانعی از حامیان حسن روحانی به‌شمار می‌رفت که در نهایت در عرصه انتخابات پیروز گردید.
- در ۱۲ مهر ۱۳۹۲، جعفر توفیقی، سرپرست وزارت علوم، تحقیقات و فناوری اولین فرد از کابینه دولت یازدهم بود که به دیدار صانعی رفت.[۳۳]
- چند ماه بعد، در ۱۱ بهمن ۱۳۹۲، اسحاق جهانگیری، معاون اول رئیس‌جمهور نیز به همراه مجید انصاری، معاون پارلمانی رئیس‌جمهور و محمدصادق صالحی‌منش، استاندار قم با یوسف صانعی دیدار و گفتگو کرد.[۳۴] این دیدار واکنش منفی بسیاری از اصولگرایان از جمله حمید رسایی را دربرداشت.
- در ۴ آبان ۱۳۹۳ و در حالی که یوسف صانعی در بیمارستان بستری بود، محمد نهاوندیان، رئیس دفتر رئیس‌جمهور و رئیس نهاد ریاست جمهوری به دیدار وی رفته و از او عیادت نمودند.[۳۵] در این دیدار، حسین فریدون، برادر و دستیار ویژه حسن روحانی، رئیس‌جمهور و سید حسن قاضی زاده هاشمی وزیر بهداشت، درمان و آموزش پزشکی نیز حضور داشتند.[۳۶]
- در ۱۴ آبان ۱۳۹۴، معصومه ابتکار، معاون رئیس‌جمهور و رئیس سازمان حفاظت محیط زیست نیز در در جریان سفر یک روزه به قم با یوسف صانعی دیدار داشت.[۳۷]

## درگذشت
یوسف صانعی که ۲۱ شهریور ۱۳۹۹ به دلیل شکستگی استخوان لگن در بیمارستان بستری شده بود، صبح روز ۲۲ شهریور ۱۳۹۹ در بیمارستان نکویی شهر قم و به دلیل شدت آسیب دیدگی درگذشت.

## دیدگاه‌ها

### دیدگاه‌های سیاسی اوایل انقلاب
صانعی در دوران دادستانی در تیر ۱۳۶۴ گفت: «ضدانقلاب باید با موازین دادگاه انقلاب مجازات شود و نمی‌شود ضدانقلاب را با مجازات جرم‌های عادی مجازات کرد. امید ضدانقلاب از اوین باید قطع باشد. اوین باید محیط ترس باشد.»
در سال ۱۳۶۸ خورشیدی و پس از به رهبری رسیدن علی خامنه‌ای، صانعی گفت: «تخلف از فرمان آیت‌الله خامنه‌ای، گناه و معصیتی است بزرگ.» البته سال‌های بعد، به ویژه دو دهه بعد و هنگام انتخابات ریاست جمهوری ۱۳۸۸ بسیار تغییر موضع داد.

### حوزه افتا
از آنجا که صانعی در فهم آیات و روایات و مبانی استنباط، توجّه ویژه‌ای به اصل و قاعده سهولت دارد، در مقام افتا سختگیر نیست. وی این گفته صاحب جواهر را به شیخ انصاری، همواره مورد توجه قرار داده‌است که «از احتیاط‌های خود بکاه، زیرا دین اسلام، شریعت آسان است».
وی صاحب یک کتاب مجمع المسائل است که ویژگی آن این است که شیوه پاسخگویی به سؤالات در کتاب مزبور، به سبک میرزای قمی است، به گونه‌ای که علاوه بر فتوای مورد نظر، در برخی موارد، به دلایل و مستندات فقهی آن فتوا اشاره شده‌است که از نظر آموزشی و علمی، برای پژوهشگران علوم حوزوی و نیز فقه پژوهان، بسیار مفید و قابل توجّه‌است.
از جمله برخی عقاید و فتاوای مهم او می‌توان به موارد زیر اشاره کرد:
1. او دربارهٔ ولایت فقیه گفته‌است: بر مبنای ولایت فقیه، هر مجتهدی که جامع شرایط باشد، منصوب برای ولایت است و نسبت به مردم، مشروعیت اجرا در مصالح عامّه ـ که اسلام حکم خاصّی ندارد ـ منحصراً با مردم و نظر اکثریت و توده آنان است و مشروعیّت، منوط به آرا و رضایت آنان به‌طور کلّی یا از طریق اکثریت است و دستور اجرای آن به‌طور مستقیم یا غیرمستقیم، با ولی فقیه است.[۴]
2. دربارهٔ بلوغ دختران، وی موثّقه عمّار ساباطی که شرط سنّی را سیزده سال قمری می‌داند، ترجیح داده، می‌افزاید: در صورت عدم احراز سایر علایم بلوغ که نصوص و فتاوا متعرّض آنهاست، دختران در این سن (سیزده سالگی) به تکلیف می‌رسند.[۳۸]
3. دربارهٔ قضاوت زنان معتقد است: ذکوریت در قضاوت، خصوصیّت ندارد و حجّت شرعی بر خصوصیّت هم نداریم و کسی که ولایت بر قضا دارد، می‌تواند آنان را برای قضا (مخصوصاً در امور مربوط به زنان و حقوق خانوادگی) منصوب نماید، و این به خاطر حجیّت اطلاق ادلّه قضا بر عمومیت و شمول است؛ و همچنان که مردان از قِبل ائمّهٔ معصوم (علیهم السلام) مجاز در تصدّی قضا هستند، زنان هم از قِبل آن‌ها مجازند، مخصوصاً نسبت به شئون زنان و حقوق آنها.[۳۹]
4. در مورد ولایت بر صغیر و اموال او، با نبودن پدر، نظر او این است که مادر، قیّم قهری است و مشمول ادلّه احسان و معروف و خیر و برّ است و ولایت بر صغیر، بیش از برّ و احسان، چیز دیگری نیست و به حکم آیه شریفه: «وَ اُولُوا الاْرْحامِ بَعْضُهُمْ اَوْلی بِبَعْض»، <۱> مادر بر پدربزرگ، اولویت دارد، و با نبود مادر، پدربزرگ، قیّم فرزند است.[۴۰]
5. صانعی در باب تفاوت دیه زن و مرد می‌گوید: دیه زن و مرد، مساوی است و این حکم، مستفاد از اطلاق ادلّه دیه‌است، و دلیل معتبری بر تقیید نداریم.[۴]
6. دربارهٔ موسیقی، نظر او چنین است که حرمت موسیقی و غِنا، حرمت محتوایی است و هر صوت و غنا و موسیقی ای که در آن، ترویج بی بند و باری و بی عفّتی و به انحراف کشیدن انسان‌ها نباشد و چهره اسلام را بد نشان ندهد، حرام نیست.[۴]
7. او در مورد کفّار می‌گوید: اظهر طهارت آنان، همانند طهارت مسلمانان است. گرچه کفّار حربی که بر سرِ اسلام و اعتقاد مسلمانان با آنان می‌جنگند (نه به سبب جهات دیگر) و معاند دینی هستند (همانند اندکی از بقیّه کفّار که با یقین به حقّانیت اسلام، باز منکر آن هستند)، محکوم به نجاست‌اند.[۴]
8. دربارهٔ ربا گفته‌است: حکم تحریم ربا که در آیات و روایات آمده و به آن اشاره شده، مختصّ به ربای استهلاکی است نه ربای استنتاجی.[۴]
9. وی قائل به عمومیّت قصاص است برای قتل هر انسانی که خونش در حکومت اسلامی محترم است، بدون تفاوت از حیث مسلمان و کافر بودن قاتل و مقتول. قصاص، حیاتی است برای صاحبان خِرَد: «وَلَکُمْ فِی الْقِصاصِ حَیاةٌ یا اُولِی الاْلْبابِ»<۲> و این نظریه، مستند است به اطلاقات و عمومات قصاص و برخی از اخبار مسئله که حجّت است.[۴]
10. او در مورد ولایت و حاکمیت و مرجعیّت و بقیّه شئون فقیه، ذکوریّت را شرط ندانسته و مناط را همان فقه و تقوا می‌داند. صانعی مدّعی است که در حقوق اسلامی، همچنان که تبعیض نژادی نیست و سفید و سیاه برابرند، تبعیض جنسیّتی و ملّیتی نیز وجود ندارد.[۴]
11. پس از تصویب لایحه حمایت از خانواده که بر اساس یکی از مواد آن مردان بدون آگاهی همسر قبلی می‌توانند با اجازه دادگاه اقدام به ازدواج مجدد نمایند، وی طی فتوایی ازدواج مجدد بدون اطلاع همسر اول را حرام دانست.[۴]

### دیدگاه‌ها در مورد حقوق زنان
یوسف صانعی، در مورد حقوق زنان دیدگاه‌های متفاوتی نسبت به اکثر مراجع داشت، از جمله موارد زیر:
- عدم شرطیت مرد بودن در مرجعیت دینی
- عدم شرطیت مرد بودن در کلیه مناصب حکومتی
- عدم شرطیت مرد بودن در قضاوت
- تساوی زن و مرد در قصاص نفس و اطراف
- تساوی دیهٔ زن و مرد در دیهٔ نفس و اطراف
- زن، در صورتی که شوهرش وارث دیگری نداشته باشد، تمام اموال شوهر را ارث می‌برد.
- ارث بردن زن از همهٔ اموال شوهر (از عین منقولات و از قیمت غیرمنقولات)
- عدم حرمت خروج زن از منزل بدون اجازهٔ شوهر، در مواردی که خلاف شئون مرد یا خلاف حق استماع مرد نباشد.
- عدم نیاز به اذن شوهر در نذری که در مورد خود زن بوده یا در مال خود مستقل باشد، در صورتی که خلاف حق استمتاع مرد نباشد.
- طلاق در دست مرد است، ولی اگر زن مهریهٔ خود را ببخشد و درخواست طلاق نماید، بر مرد واجب است که او را طلاق دهد.
- مادر هم مانند پدر در قتل فرزند قصاص نمی‌شود، مگر آنکه مرگ به علت اغراض شخصی باشد که در آن صورت، حکم پدر و مادر یکسان بوده و هر کدام به دلیل اغراض شخصی دست به قتل فرزند بزند، باید قصاص شود.
- با نبود پدر، مادر بر طفل و اموال او ولایت دارد و بر پدربزرگ مقدم است.
- ازدواج موقت مختص به شرایط خاص می‌باشد نه به‌عنوان عدل ازدواج دایم.

### دیدگاه‌ها درمورد غیرمسلمانان
وی در مورد غیرمسلمانان نیز دیدگاه‌های متفاوتی داشت، از جمله موارد زیر:
- برابری دیهٔ غیرمسلمان با دیهٔ مسلمان
- تساوی غیرمسلمان و مسلمان در قصاص

## آثار
کتاب‌های چاپ‌شده یوسف صانعی عبارتند از:

### کتاب‌های فارسی
1. رسالهٔ توضیح‌المسائل
2. مجمع‌المسائل (سه جلد)
3. استفتائات قضایی (دو جلد)
4. احکام بانوان
5. احکام نوجوانان
6. احکام پزشکی
7. منتخب‌الاحکام (فارسی)
8. مناسک حج
9. منتخب مناسک حج
10. احکام حج، ویژهٔ بانوان
11. احکام عمرهٔ مفرده
12. هفتاد و دو مسئله از مسائل عمرهٔ مفرده
13. منتخب اعمال و مناسک حج
14. صدوده مسئله از مسائل حج
15. چهل مسئله در حج
16. احکام تعلیم و تربیت
17. احکام اعتکاف
18. شهادت زن در اسلام
19. چکیدهٔ اندیشه‌ها
20. همراه با آفتاب
21. عقل و عاطفه در نهضت عاشورا
22. حدیث زندگی (داستان زندگی آقا شیخ محمدعلی صانعی)
23. امام خمینی و راز احیای اجتهاد در عصر حاضر
24. امام خمینی، اسوهٔ مردم و حکومت
25. منتخب ادعیه و اعمال ماه مبارک رمضان
26. نگاهی کوتاه به‌زندگی مرجع عالیقدر تقلید
27. زندگی‌نامه مرجع

### کتاب‌های عربی
1. مصباح المقلدین
2. منتخب الاحکام (عربی)
3. کتاب الطلاق
4. کتاب القصاص
5. کتاب الإرث (۲مجلد)
6. مجمع الفائدة و البرهان (ج۱)
7. التعلیقة علی عروة الوثقی (۴ مجلد)
8. التعلیقة علی تحریر الوسیلة (۲ مجلد)
9. هدایة الناسکین
10. دلیل الناسک
11. مناسک الحج
12. مأة مسألة و عشر من مسائل الحج
13. شهادة المرأة فی الاسلام
14. رسالة فی الربا
15. لباب الالباب
16. مصابیح الاحکام (۲ مجلد)
17. منجزات مریض
18. نبذة عن حیاة المرجع الجلیل
19. حیاة المرجع الکبیر الصانعی

### مجموعه نظرات فقهی
این مجموعه که توسط مؤسسه فرهنگی - هنری فقه‌الثقلین تنظیم و منتشر شده‌است عبارت‌اند از:
1. فقه و زندگی (۱) ربای تولیدی
2. فقه و زندگی (۲) برابری قصاص (زن و مرد، مسلمان و غیرمسلمان)
3. فقه و زندگی (۳) برابری دیه (زن و مرد، مسلمان و غیرمسلمان)
4. فقه و زندگی (۴) قیومت مادر
5. فقه و زندگی (۵) ارث زن از شوهر (درصورت انحصار)
6. فقه و زندگی (۶) قمار، مسابقات و سرگرمی
7. فقه و زندگی (۷) بلوغ دختران
8. فقه و زندگی (۸) طلاق خلع
9. فقه و زندگی (۹) ارث غیرمسلمان از مسلمان
10. فقه و زندگی (۱۰) کتب ضلال